# 奧沃索 (密歇根州)
奧沃索（英語：Owosso）是一個位於美國密歇根州夏厄沃西縣的城市。

## 人口
根據2020年美國人口普查的數據，奧沃索的面積為13.96平方千米，當中陸地面積為13.59平方千米，而水域面積為0.37平方千米。當地共有人口14714人，而人口密度為每平方千米1,054人。